# Invasion (serie televisiva)
Invasion è una serie televisiva statunitense, composta da 22 episodi, di genere sci-fi e azione creata da Shaun Cassidy, che ha debuttato il 21 settembre 2005 sul network ABC.

## Trama
Tratta di alcune persone che vivono nella città di Homestead, in una Florida vittima di catastrofici avvenimenti. Lo sceriffo Tom Underlay e il ranger Russell Varon cercano di capire cosa stia succedendo, capendo che si trovano di fronte ad una minaccia che può coinvolgere il mondo intero.

## Episodi
| Stagione       | Episodi | Prima TV originale | Prima TV Italia |
| -------------- | ------- | ------------------ | --------------- |
| Prima stagione | 22      | 2005-2006          | 2006            |

## Personaggi e interpreti

### Personaggi principali
- Sceriffo Tom Underlay, interpretato da William Fichtner, doppiato da Antonio Palumbo.
- Russell Varon, interpretato da Eddie Cibrian, doppiato da Tony Sansone.
- Dott.ssa Mariel Underlay, interpretata da Kari Matchett, doppiata da Patrizia Burul.
- Larkin Groves, interpretata da Lisa Sheridan, doppiata da Cristina Giachero.
- Dave Groves, interpretato da Tyler Labine, doppiato da Nanni Baldini.
- Kira Underlay, interpretata da Alexis Dziena, doppiata da Francesca Manicone.
- Jesse Varon, interpretato da Evan Peters, doppiato da Lorenzo De Angelis.
- Rose Varon, interpretata da Ariel Gade, doppiata da Aurora Manni.
- Mona Gomez, interpretata da Aisha Hinds, doppiata da Raffaella Castelli.

### Personaggi secondari
- Lewis Sirk, interpretato da Nathan Baesel, doppiato da Emiliano Coltorti.
- Jeffrey Scanlon, interpretato da Ivar Brogger, doppiato da Mino Caprio.
- Derek Culie, interpretato da Michael Mitchell, doppiato da Stefano Crescentini.
- Christine Conrad, interpretata da Elisabeth Moss, doppiata da Emanuela Damasio.
- Valerie Shenkman, interpretata da Veronica Cartwright, doppiata da Daniela Di Giusto.
- Scott, interpretato da Joshua Gomez, doppiato da Sacha De Toni.
- Eli Szura, interpretato da James Frain, doppiato da Roberto Draghetti.
- Healy/Alonso, interpretato da Rocky Carrol, doppiato da Fabrizio Temperini.
- Pria, interpretata da Meera Simhan, doppiata da Clorinda Venturiello.

## Distribuzione
La serie, composta da un'unica stagione, ebbe negli Stati Uniti un ascolto medio superiore ai 16 milioni di telespettatori e in Italia il solo episodio pilota fu visto da circa 4 841 000 telespettatori.
Negli USA la concomitanza con l'uscita della serie Lost e l'uragano Katrina hanno minato il successo di pubblico. In Italia è stata trasmessa in prima visione televisiva da Canale 5.